# Anton Johansson (orienterare)
Anton Karl Olof Johansson, född 25 april 1994, är en svensk orienterare som tävlar för OK Orion.
Johansson inledde sin internationella karriär vid Junior EM 2011, där han tog ett silver i stafett tillsammans med Niklas Aldén och Erik Malmberg. Vid JVM 2013 tog han silver på medeldistansen och i stafett tillsammans med Jens Wängdahl och Emil Svensk.   Följande år vid JVM 2014 tog Johansson guld på långdistansen och i stafett, tillsammans med Assar Hellstrom och Simon Hector, och brons i sprint.
Vid de svenska mästerskapen för juniorer JSM 2013 tog han ett guld på medeldistansen och vid JSM 2024 tog han fyra guld på lång- medel, och sprintdistanserna samt i stafett, där han sprang slutsträckan för OK Orion.
Som senior har Johansson tagit ett silver vid EM 2022 och vid SM 2023 tog han brons på medeldistansen och vid SM 2024 fick han en bronsmedalj på långdistansen.
Vid VM 2025 vann Johansson en bronsmedalj på medeldistansen.